# Bästa vänner (film)
Bästa vänner (norska: Bestevenner) är en norsk familjefilm från 2009 regisserad av Christian Log (hans långfilmsdebut) efter ett manus av Morten Hovland.
Bästa vänner fick Norske Kinosjefers Forbunds pris Sølvklumpen för årets bästa barnfilm 2009 och blev även utvald till att delta i "Generation Kplus"-programmet under Filmfestivalen i Berlin.

## Handling
Filmen handlar om de tre bästa vännerna Mette, Naisha och Julie. En dag försvinner Naisha. Mette och Julie tar saken i egna händer och smiter iväg med nattåget in till storstan. Det enda spåret dom har är en adress skriven med osynligt bläck – ett hemligt meddelande från Naisha.

## Rollista
- Regine Stokkevåg Eide – Mette
- Johanna Ado Girirpio – Naisha
- Live Maria Runde – Julie
- Andans Baasmo Christiansen – butikstomte
- Bjørnar Lysfoss Hagesveen – Nils
- Andrea Bræin Hovig – mamma
- Jonathan Espolin Johnson – pappa
- Tom Larsen – Igor
- Christian Strand – programledare på NRK
- Sigurd Kappeslåen Stuen – Lasse
- Yngve Sørli – vakt på Stortinget
- Per Tofte – stortingspresidenten
- Ane Dahl Torp – lärare
- Masood Zarin
- Jon Øigarden – invandrings- och integrationsminister Abrahamsen